# Álvaro Cordero
Álvaro Cordero (* 24. August 1954 in Barquisimeto) ist ein venezolanischer Komponist und Musikpädagoge.
Cordero studierte Komposition am New England Conservatory of Music (Bachelor und Master) und am Brandeis University (Ph.D.). Seine Lehrer waren William Thomas McKinley und Donald Martino. Er vervollkommnete seine Ausbildung bei George Perle, Gunther Schuller und Mario Davidovsky. Er unterrichtete Harmonielehre, Instrumentation und Komposition an der New England Conservatory Preparatory School, am Instituto Universitario De Estudios Musicales (IUDEM) und an der Escuela Ars Nova.
Neben Werken klassischer Musik komponierte Cordero Film- und Fernsehmusiken, produzierte und arrangierte für die venezolanischen Popmusiker Frank Quintero, Luz Marina und Guillermo Carrasco und die Jazzpianistin Rachel Z und orchestrierte Ballettmusik für Teresa Carreño. Er vertrat Venezuela bei der Tribune internationale des compositeurs der UNESCO und erhielt Preise und Stipendien der Composers Conference, des American Music Center und der Brandeis University, ein Guggenheim-Stipendium und den Koussevitzky-Tanglewood Composition Prize.